# Трояни (Новоукраїнський район)
Трояни́ — село в Україні, у Добровеличківській селищній громаді Новоукраїнського району Кіровоградської області. Населення становить 185 осіб. Колишній центр Троянська сільська рада.

## Населення
Згідно з переписом УРСР 1989 року чисельність наявного населення села становила 64 особи, з яких 27 чоловіків та 37 жінок.
За переписом населення України 2001 року в селі мешкало 185 осіб.

### Мова
Розподіл населення за рідною мовою за даними перепису 2001 року:
| Мова       | Відсоток |
| ---------- | -------- |
| українська | 96,76 %  |
| російська  | 2,70 %   |
| інші       | 0,54 %   |

## Особистості
- Іщенко Василь Каленикович (1919—2004) — льотчик, Герой Радянського Союзу.
- Кундієв Юрій Ілліч (1927—2017) — український гігієніст.